# Tháp Vĩnh Hưng
Tháp Vĩnh Hưng là một di tích tọa lạc tại ấp Trung Hưng 1B, xã Vĩnh Hưng A, huyện Vĩnh Lợi, tỉnh Bạc Liêu. Đây là một trong số các kiến trúc tháp thuộc nền văn hóa Óc Eo còn sót lại tại Nam Bộ Việt Nam.

## Mô tả
Tháp cổ Vĩnh Hưng được xây dựng trên một doi đất có diện tích khoảng 100 m, cửa tháp quay về hướng Tây Nam. Cuộc khai quật đã làm lộ diện chân tháp có bình đồ gần vuông (9,44 x 9,36 m), chiều cao khoảng 10 m. Chiều cao và bình diện chân tháp tạo nên một tải trọng rất lớn lại được xây trên vùng đất yếu, và việc sử dụng móng dàn trải trên một không gian rộng để chống sụt lún. Vật liệu kiến trúc của tháp chủ yếu là gạch, đá và ngói. Gạch có nhiều loại, nhiều kích cỡ nhưng phổ biến nhất là loại gạch hình chữ nhật.

## Lịch sử
Năm 1911, ông Lunet de Lajonquiere phát hiện ra tháp và đặt tên là tháp Trà Long. Đến năm 1917, ông Henri Parmentier tiếp tục khảo sát và công bố kết quả trong tập san của Trường Viễn Đông Bác Cổ Pháp với tên gọi mới là tháp Lục Hiền. Đến tháng 5 năm 1990, các nhà khảo cổ thuộc Viện Khoa học xã hội Thành phố Hồ Chí Minh (nay là Viện phát triển bền vững vùng Nam bộ) phối hợp với Bảo tàng tỉnh Minh Hải đã đến khảo sát và tìm thấy một số bàn nghiền, tượng đồng, tượng đá sa thạch...
Năm 1992, tháp Vĩnh Hưng được Bộ Văn hóa – Thông tin (nay là Bộ Văn hóa, Thể thao và Du lịch) xếp hạng di tích kiến trúc nghệ thuật cấp quốc gia.
Vào các năm 2002 và 2011, để phục vụ công tác trùng tu tháp, Trung tâm Nghiên cứu khảo cổ phối hợp với Bảo tàng tỉnh Bạc Liêu tiến hàng khai quật xung quanh tháp, làm xuất lộ kết cấu móng tháp. Móng của tháp được làm bằng một khối gạch nhỏ trộn với một loại keo thực vật, bốn gốc của chân tháp được kê 4 tảng đá ong.
Ngày 18 tháng 7 năm 2024, Thủ tướng Chính phủ ban hành Quyết định số 694/QĐ-TTg về việc xếp hạng Di tích khảo cổ Vĩnh Hưng là di tích quốc gia đặc biệt.